# Kaj Lund
Kaj Lund (14. januar 1924 - 30. marts 2014) var en dansk atlet medlem af Vidar Sønderborg som 1942 og 1944 blev dansk mester på 200 meter.
Kaj Lunds adoptivforældre var Jørgen Lund og Emmy Marie Pedersen.

## Danske mesterskaber
- Guld 1942 200 meter 22,6
- Guld 1944 200 meter 22,8

## Personlige rekorder
- 200 meter: 22,1 1942